# Iona Anderson
Iona Anderson (Perth, 3 de octubre de 2005) es una deportista australiana que compite en natación, especialista en el estilo espalda.
Participó en los Juegos Olímpicos de París 2024, obteniendo dos medallas, plata en 4 × 100 m estilos y bronce en 4 × 100 m estilos mixto.
Ganó tres medallas en el Campeonato Mundial de Natación de 2024, oro en 4 × 100 m estilos y plata en 50 m espalda y 100 m espalda.

## Palmarés internacional
| Juegos Olímpicos   | Juegos Olímpicos | Juegos Olímpicos  | Juegos Olímpicos        |
| Año                | Lugar            | Medalla           | Prueba                  |
| ------------------ | ---------------- | ----------------- | ----------------------- |
| 2024               | París (Francia)  | Medalla de plata  | 4 × 100 m estilos       |
| 2024               | París (Francia)  | Medalla de bronce | 4 × 100 m estilos mixto |
| Campeonato Mundial |                  |                   |                         |
| Año                | Lugar            | Medalla           | Prueba                  |
| 2024               | Doha (Catar)     | Medalla de oro    | 4 × 100 m estilos       |
| 2024               | Doha (Catar)     | Medalla de plata  | 50 m espalda            |
| 2024               | Doha (Catar)     | Medalla de plata  | 100 m espalda           |